# Éclipse solaire du 3 novembre 1994
L'éclipse solaire du 3 novembre 1994 est une éclipse totale.

## Parcours

Carte animée de l'éclipse.

Cette éclipse totale commença à environ 1 500 km des côtes du Pérou, qu'elle atteignit dans l'extrême Sud du pays. L'éclipse passa au point frontière Pérou-Chili-Bolivie et ainsi dans l'aride région du Nord du désert d'Atacama, où de belles observations furent faites. L'éclipse traversa ainsi le Sud de la Bolivie et le Paraguay, puis elle traversa le Sud du Brésil pour aller sur l'Océan Atlantique où elle eut son maximum. L'éclipse traversa tout l'Océan Atlantique austral, et passa à environ 500 km au Sud du Cap de Bonne-Espérance pour finir dans l'Océan Indien aux longitudes de Madagascar.

## Galerie

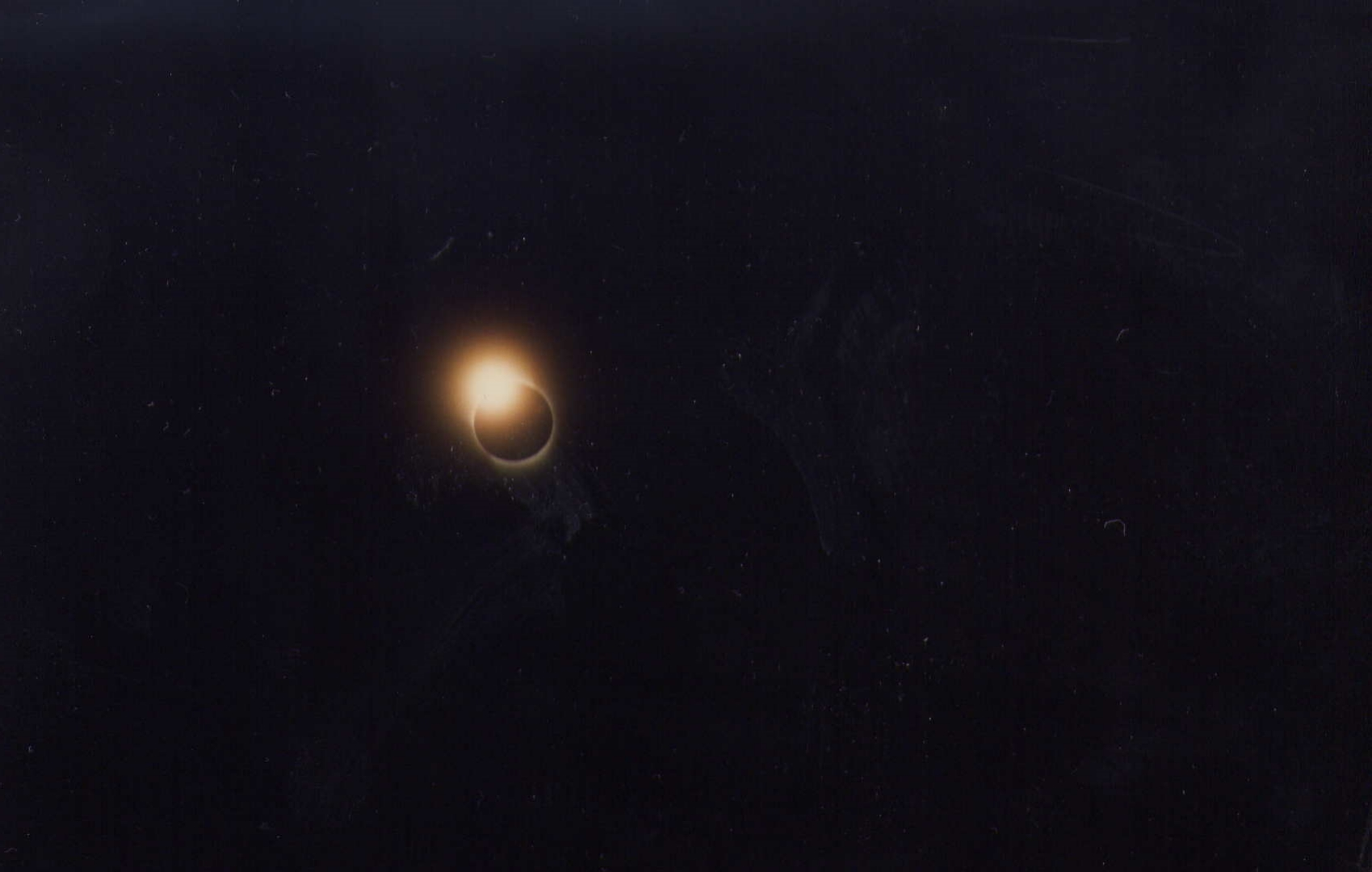
L'anneau de diamant lors de la totalité (Bolivie).